# Jonas Glemža
Jonas Glemža (ur. 20 stycznia 1887 w Auliškis w rejonie poniewieskim, zm. 13 września 1988 w Badenii–Wirtembergii) – litewski ekonomista i działacz społeczno-polityczny, jeden z liderów litewskiej emigracji politycznej po II wojnie światowej. 
Kształcił się w gimnazjum w Mitawie, gdzie zaangażował się w działalność litewskiego towarzystwa "Kūdikio". W 1905 wziął udział w wypadkach rewolucyjnych w Cesarstwie Rosyjskim, a rok później w ataku na więzienie w Szawlach, mającym na celu uwolnienie więźniów politycznych. Został skazany przez sąd wojenny w Wilnie na 15 miesięcy więzienia – po roku został zwolniony. 
W latach 1907–1914 studiował w Instytucie Handlowym w Sankt Petersburgu. Po wybuchu I wojny światowej został zmobilizowany do armii rosyjskiej. W 1917 objął funkcję sekretarza Komitetu Pomocy Materialnej Litewskim Uchodźcom w Rosji. W tym samym roku założył Litewski Uniwersytet Ludowy w Pskowie, w którym nauczał. 
W 1919 powrócił na Litwę. W latach 1919–1925 pełnił obowiązki zastępcy intendenta w litewskim wojsku. W 1925 został szefem działu w przedsiębiorstwie "Lietūkis". Dwa lata później objął obowiązki dyrektora spółdzielni "Pienocentras", w której pracował do 1943. 
W 1944 wyjechał do Niemiec. W 1950 stanął na czele wydziału gospodarki i finansów Światowej Wspólnoty Litwinów w Niemczech. Siedem lat później założył Litewskie Towarzystwo Pomocy Materialnej "Labdara". 
W latach 1957–1965 był dyrektorem Litewskiej Agencji Telegraficznej "Elta". Przygotowywał teksty w języku litewskim do Radia Madryt oraz Radia Watykan i Rzym. 
Angażował się w działalność europejskiego ruchu socjalistycznego. W dniach 27-28 lutego 1954 wziął udział w konferencji Międzynarodówki Socjalistycznej w Brukseli. Był również delegatem na V, VI, VII i VIII Kongres Międzynarodówki Socjalistycznej (1959–1963). W 1958 był obecny na konferencji Unii Socjalistów Europy Środkowo-Wschodniej. 
Zasiadał w Radzie Wykonawczej Naczelnego Komitetu Wyzwolenia Litwy (1958–1965), wraz ze Steponasem Kairysem był jego przewodniczącym. Do końca życia pozostał członkiem Litewskiej Partii Socjaldemokratycznej. 